# Сулхетійська кухня
Бангладешська кухня була сформована історією регіону та річковою географією. Бангладеш має тропічний мусонний клімат. Основним продуктом Бангладеш є рис і риба. Більшість бангладешців є етнічними бенгальцями, які звикли до бенгальської кухні, з меншістю небенгальців, багато з яких звикли до кухонь інших традицій і регіонів. Бангладешська кухня містить більше м'ясних страв, ніж кухня сусідньої Західної Бенгалії, Індія.

## Історія
Кулінарні звички бангладешців перебували під сильним впливом кухні правителів регіону Великих Моголів. Сюди входять багаті, ароматні страви, такі як бір'яні та корма, які вимагають використання великої кількості спецій разом із великою кількістю гхі. Дакка була столицею Великих Моголів Бенгальського суба та великим торговим центром Південної Азії. Торговці, іммігранти та гості принесли кулінарні стилі з усього світу, які вплинули на кухню міста. Після того, як Дакка стала столицею Східної Бенгалії, стали популярними страви перської, турецької та арабської мов. Чорний перець і чуйджал використовувалися для додання гостроти до того, як чилі був завезений з Америки.

## Кулінарний стиль і впливи
Рис є основним продуктом харчування в Бангладеш, тоді як риба є найпоширенішим джерелом білка в Бангладеш. У бангладешській кухні є 250 рослинних інгредієнтів. Використання гірчичного масла є поширеним.

## Спеціальності по регіонах

### Дакка

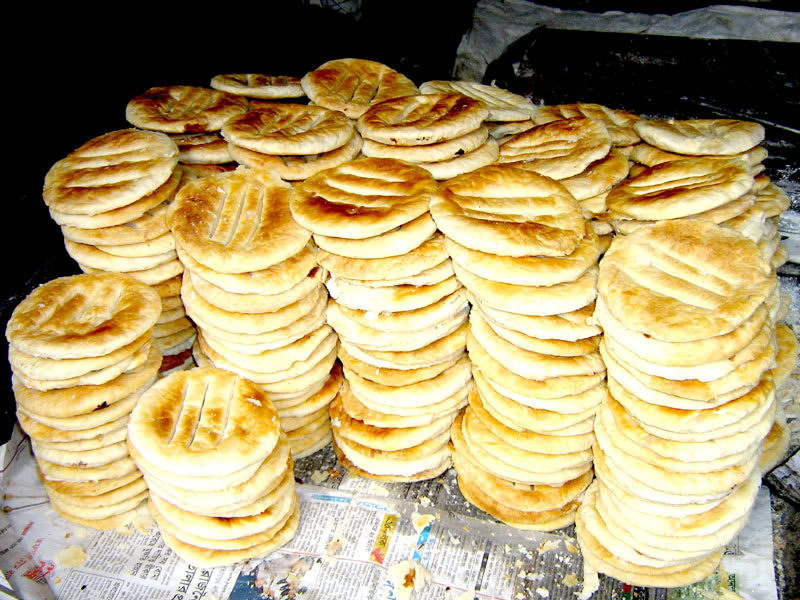
Бакаркхані в Дакці, Бангладеш

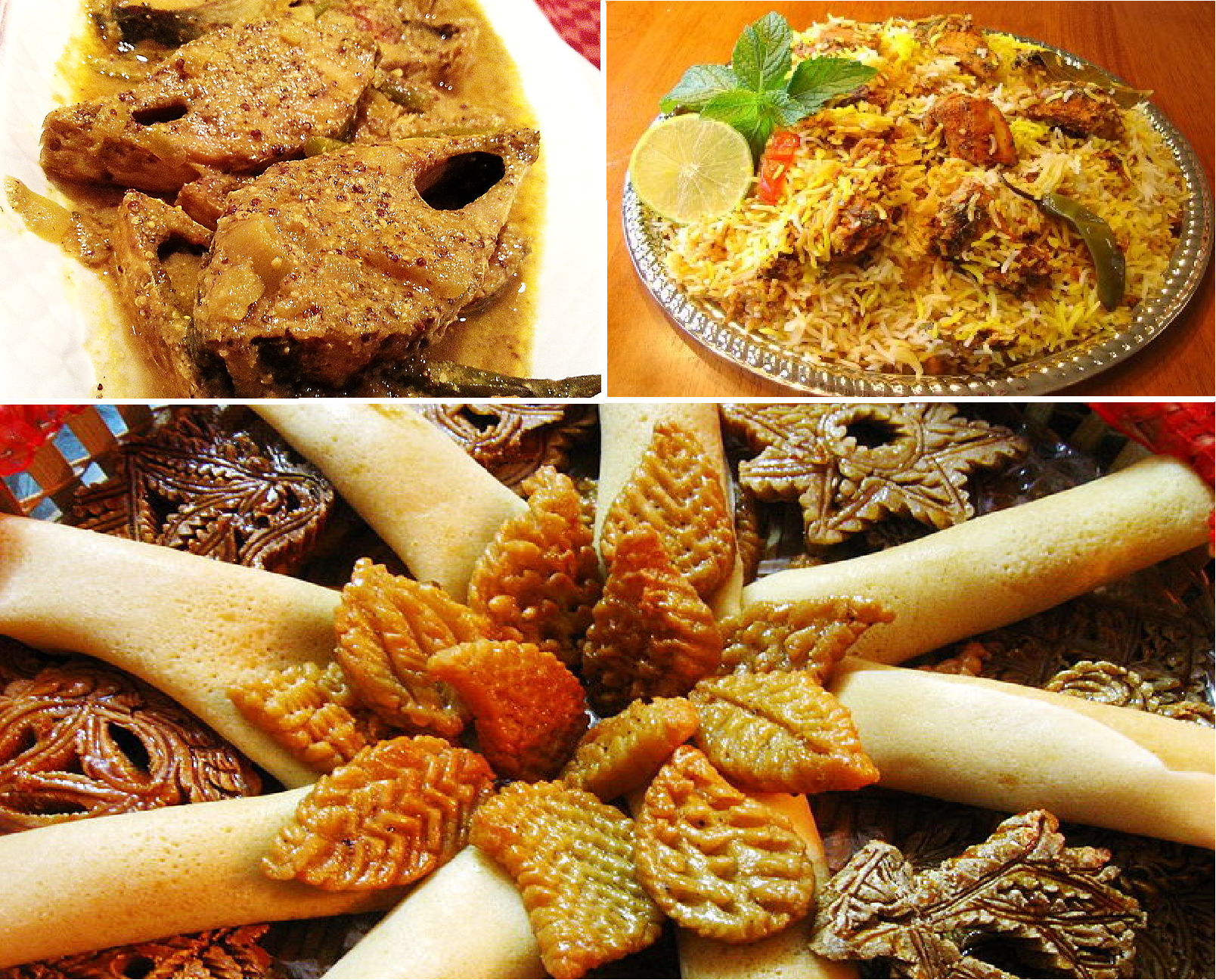
Традиційна їжа: зерна гірчиці іліш карі, даккайський бір'яні та пітха

На кулінарні звичаї столиці нації вплинули муглайська, середньоазіатська, вірменська, індустанська та місцева бенгальська кухні. Кухня міста також має унікальні місцеві страви.
Наваби з Дакки принесли муглайську кухню до Бенгалії. Муглайська кухня часто розкішна та дорога, і вона була недоступною для багатьох людей протягом багатьох століть, набуваючи все більшого поширення в міру зростання економіки Бангладеш. Він характеризується використанням м'ясних і молочних інгредієнтів, таких як ягнятина, баранина, яловичина та йогурт разом із м'якими спеціями. Його страви включають кебаб; хлібці з начинкою; каччі бір'яні; печеня з баранини, качки, курки; патісапта; кашмірський чай і корму досі подають на особливих подіях, таких як Ід і на весіллях.
Базар Чоук у Старій Дакці – це багатовіковий продовольчий ринок, який під час Рамадану є центром іфтару після заходу сонця.
Дгакая паратха — це багатошаровий хліб, який став популярним у Колкаті, коли іммігранти з Дакки представили його там після розділу Індії.
Хаджі бір'яні — це страва з рису, яка походить від однойменного ресторану Дакки. Страва складається з рису, козлятини і спецій.
Бакаркхані — це товстий плоский хліб з муглайської кухні, який часто подають до чаю. Дакка бакархані — це варіант, знайдений у Дакці, де його готували століттями.
Morog pulao — фірмова страва міста, ароматний рисовий плов з куркою.

### Читтагонська ділянка
У Читтагонзі та навколишньому регіоні карі, як правило, дуже приправлене спеціями та часто містить яловичину. Меджбані гошт — карі з яловичини для особливих випадків; меджбан або мезбан — це спільне свято.

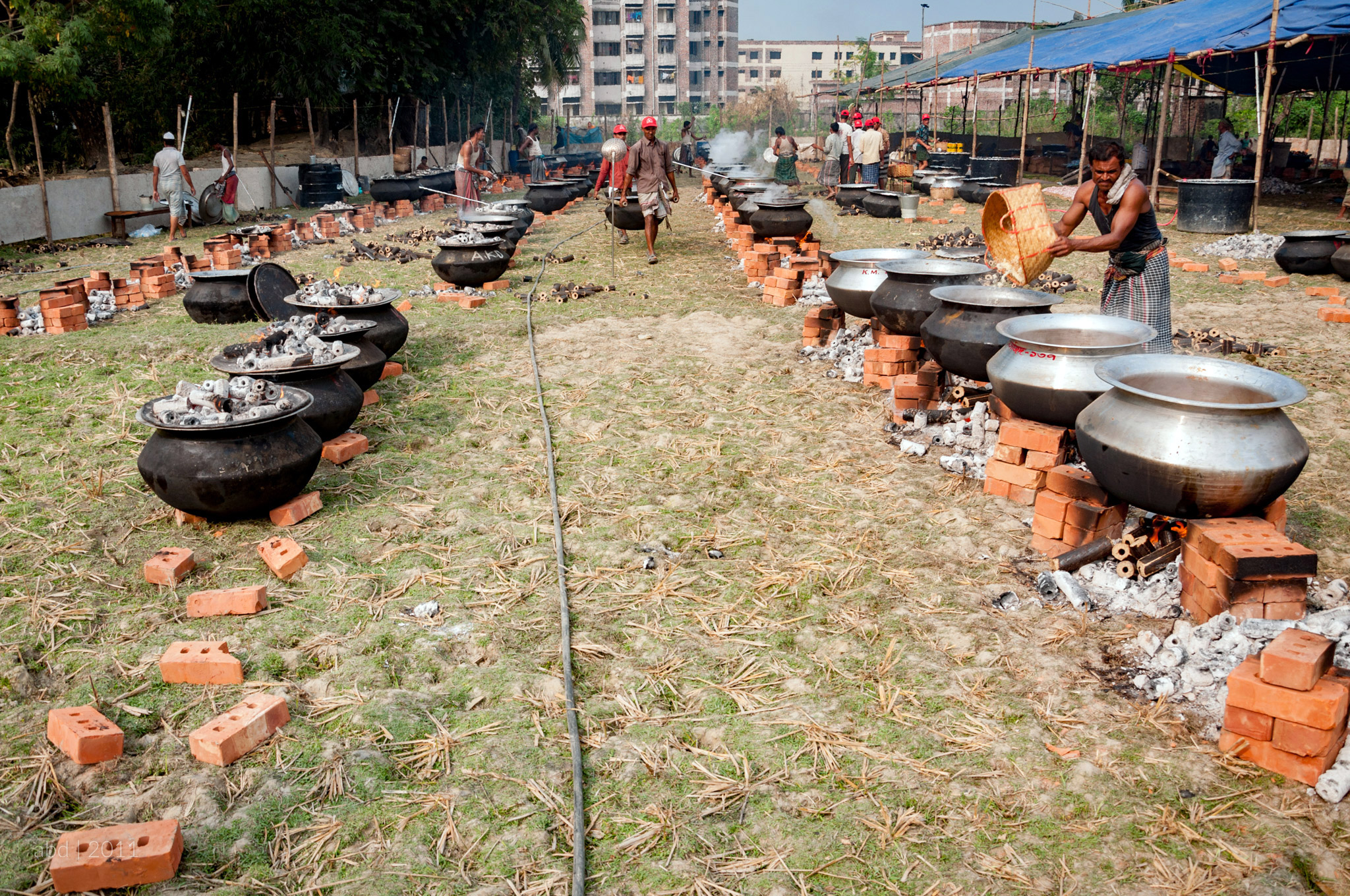
Мезбан приготування

Страви з яловичини популярні серед бенгальських мусульман і часто подаються на мезбанських святах, де вони вказують на процвітання.
Індуси, як правило, готують із риби, а не з яловичини. Індуїстська громада Читтагонга щороку організовує мезбанські бенкети під назвою «Чіттагонг Паришад» з рибою та овочами карі.
Кала бгуна, почорніла яловичина, — це страва з Читтагонгу, яку готують з яловичої лопатки, приготованої зі спеціями до потемніння та м'якості.
Дурус кура або дуроос — це страва, що складається з цілої курки, звареної в густому бульйоні, подається з рисом у вигляді полао або хічурі. Це також частина кухні рохінджа.
Ахні, також широко відоме як Орошер Бір'яні, — це варіант бір'яні, приготовлений із рису чінігура (ароматного короткозернистого рису). У нього входять кубики яловичини або козлятини з картоплею і сухофруктами.
Читтагонг розташований поблизу узбережжя, де готують кілька страв із морської риби, зокрема рупчанда (срібний помфрет) і лойта (бомбейська качка). Шуткі — це в'ялена та висушена лоїта, гострий делікатес, характерний для регіону. Чурі (риба-стрічка) сушиться, а потім готується з чилі та цибулею. Корал/бгеткі (баррамунді) і гігантські тигрові креветки з Бенгальської затоки їдять у прибережних регіонах.

### Читтагонгські гори

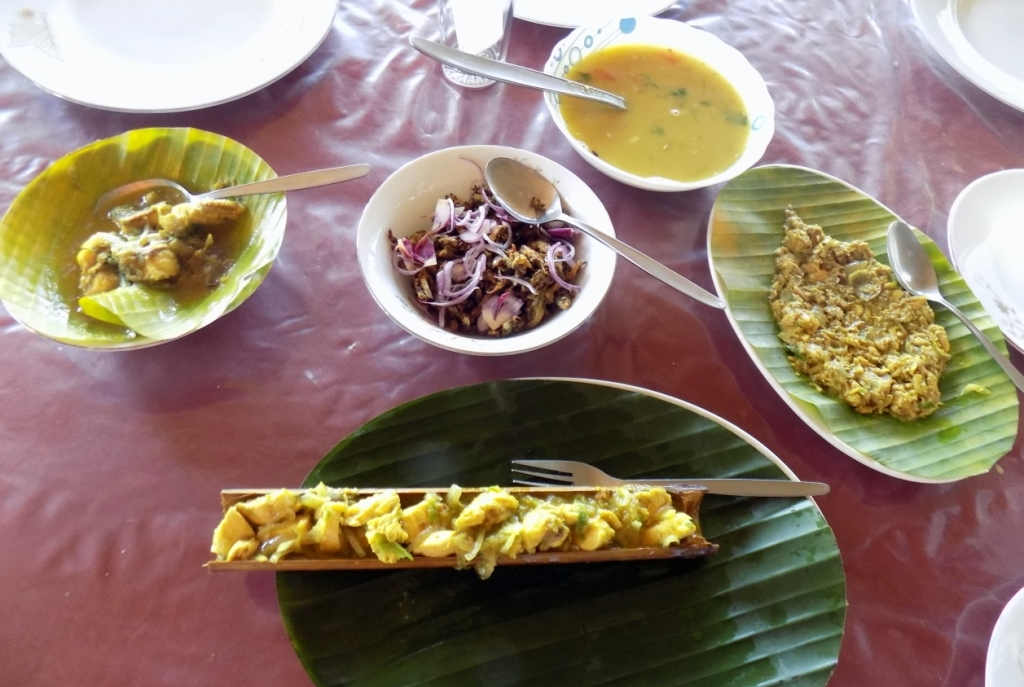
Племінна їжа на пагорбах Читтагонгу

Гори Читтагонг є домівкою для племен зі своєю культурою та кухнею. Кухня Чакма використовує сидол, пасту з ферментованих креветок і риби, і сугуні, сушені креветки або рибу. У їхніх стравах використовується більше трав з пагорбів, ніж спецій, звичайних для бенгальських страв. Серед важливих сезонних інгредієнтів — лісові гриби, квіти імбиру та куркуми. Сумох горанг — це страва, приготована в бамбуку, а Гебаанг запікається в банановому листі в глиняній печі. У кухні Марма використовується паста із сушеної риби під назвою наппі. Рисове пиво — популярний напій.

### Великий Міменсінг
У Міменсінгу дой йогурт часто поєднують зі спученим або плющеним рисом.
Монда — солодка йогуртова котлетка з Муктагачгара, вперше приготовлена в 1824 році.
Народ Гаро є етнічною та релігійною меншиною в регіоні Міменсінг зі своєю унікальною культурою та кухнею. Їхня кухня відрізняється використанням свинини, вугра, черепахи. Гаро варять лікер вдома, готують його з газованою водою та бамбуком.

### Північний Бангладеш
Богра добре відома на національному та міжнародному рівнях завдяки своїм солодким сиркам.

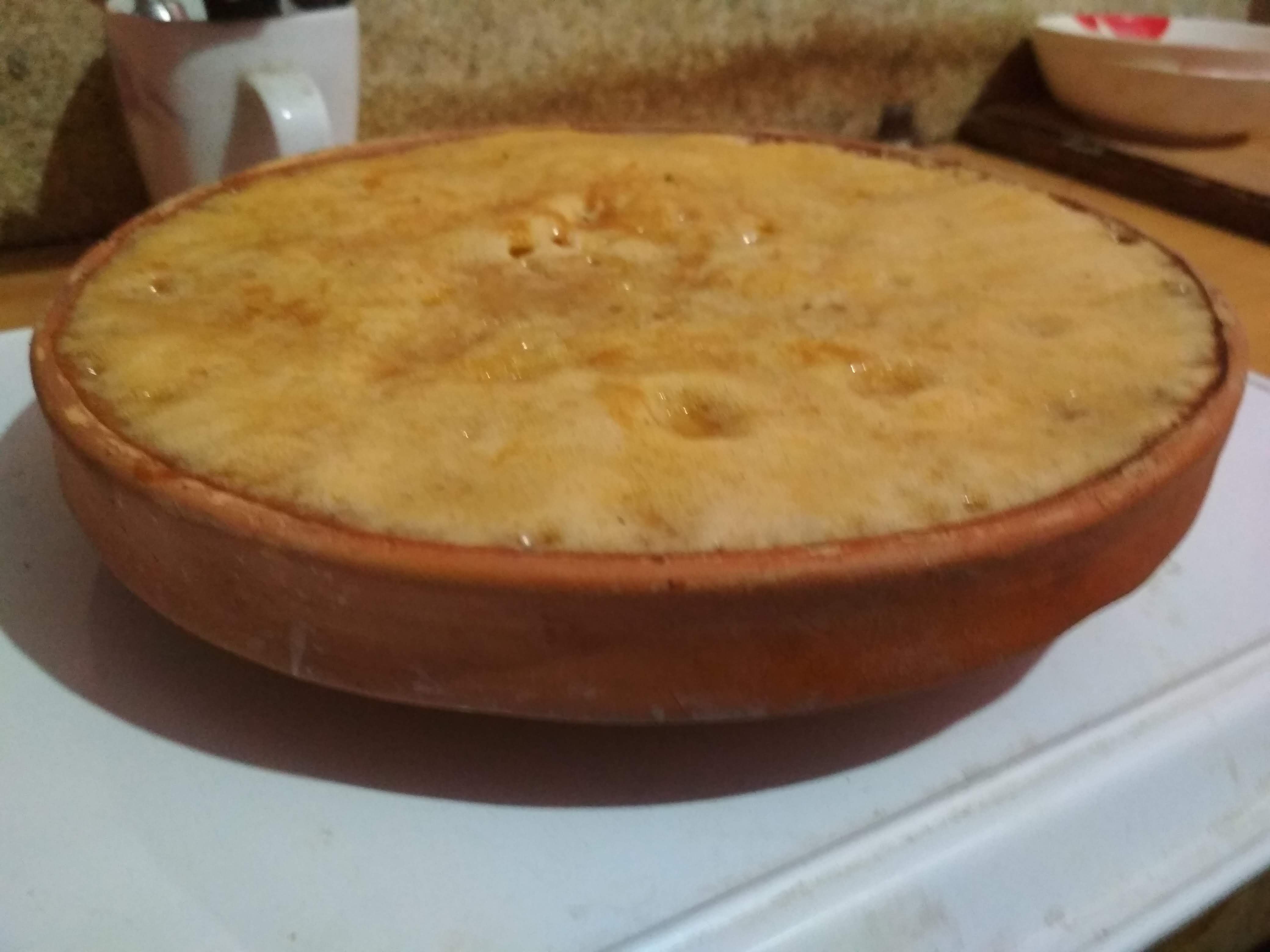
Богра дой (сир)

У регіоні Рангпур є страва з яловичини, приготована з гарбузом.
Народ Сантал у регіоні Раджшагі їсть крабів, свинину, білку та рибу і, як правило, використовує менше спецій у своїй кулінарії. З рису готують алкогольний напій під назвою хадія. Вони роблять лікер із пальмової смоли, яка використовується для ритуальних церемоній.

### Південний Бангладеш
Барісал, прибережний регіон, використовує кокос для приготування їжі.

### Ділянка Сілет

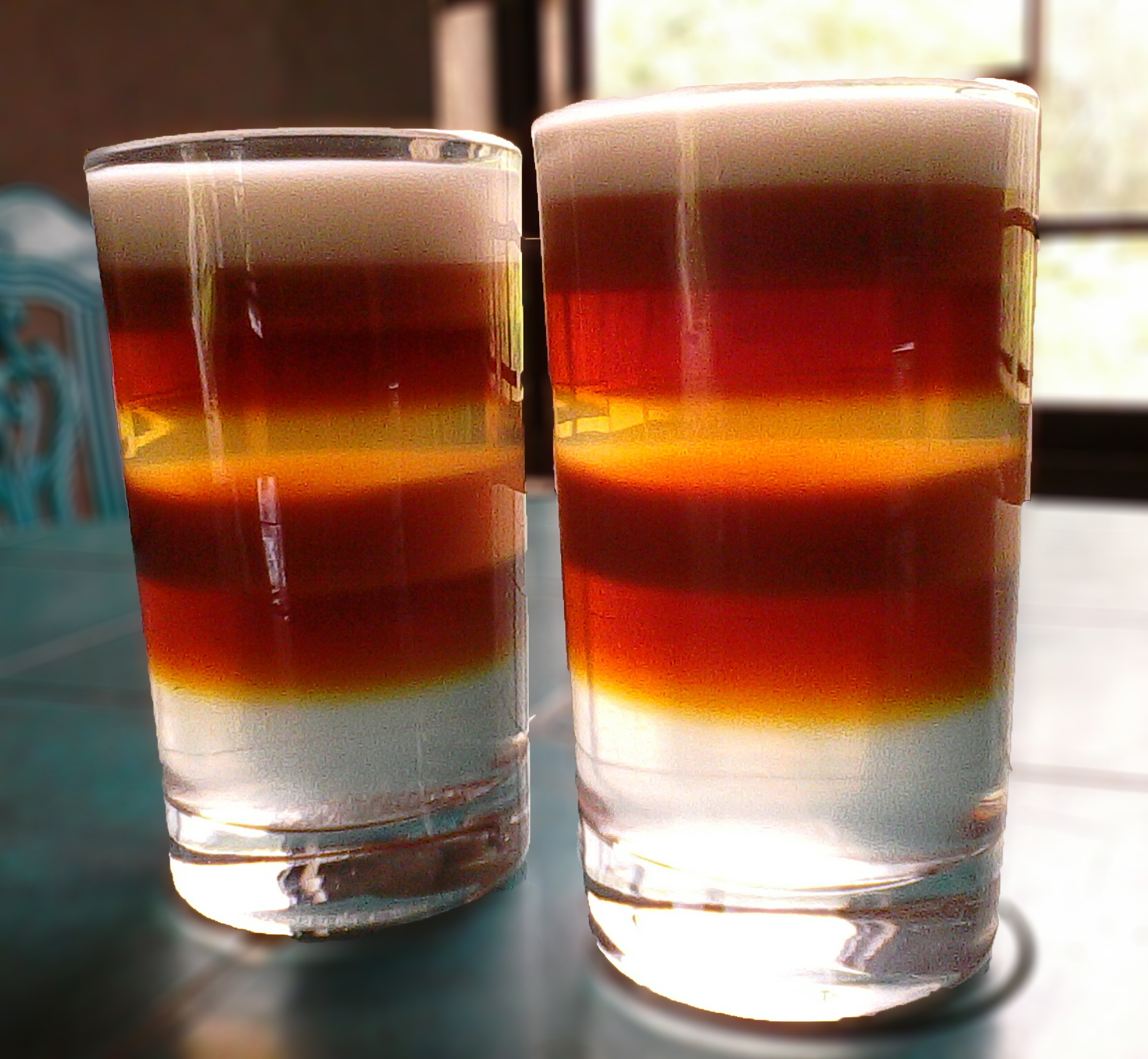
Семиколірний чай

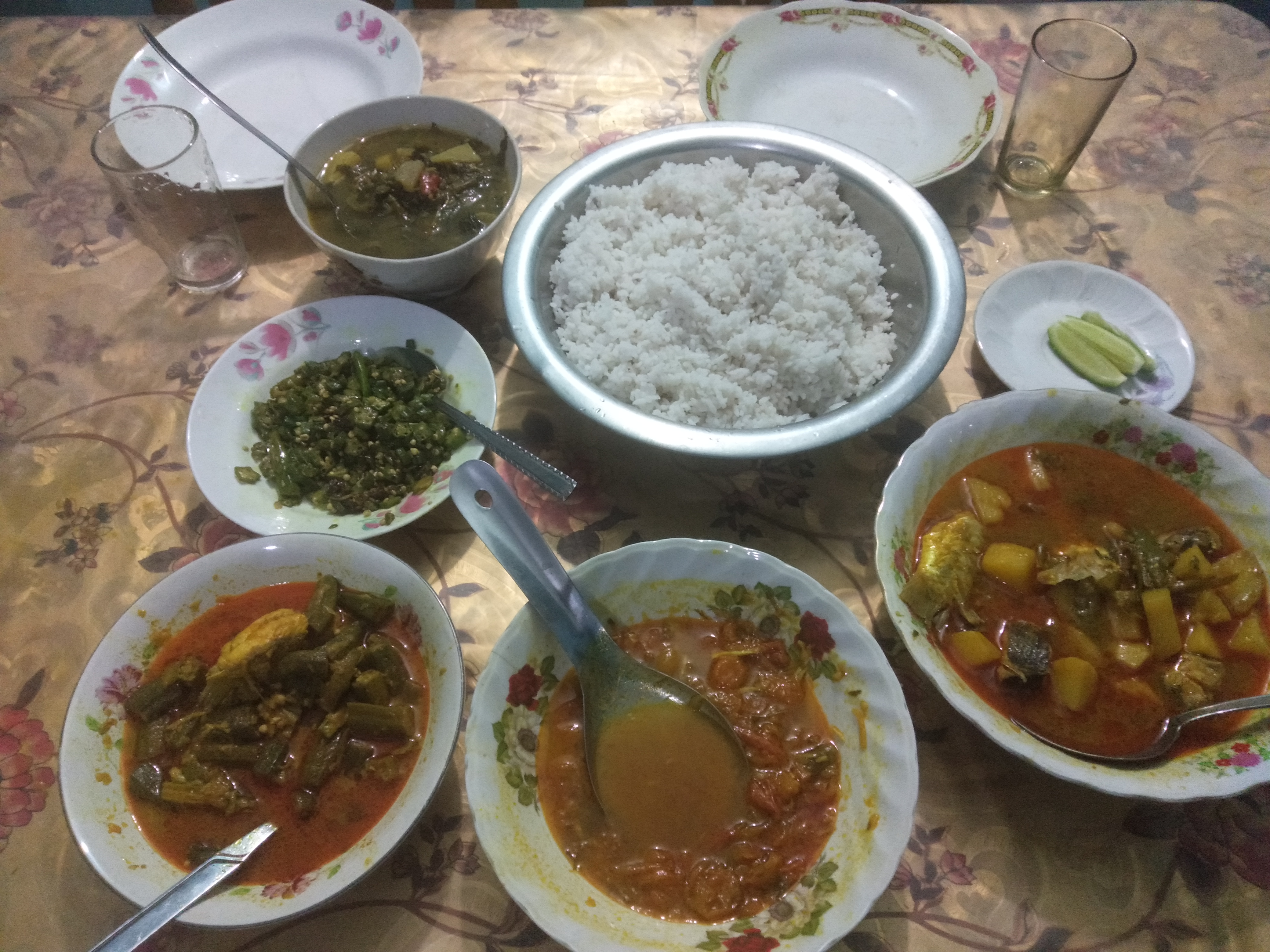
Традиційна дієта Сілет

Район Сілет у Бангладеш має ряд характерних страв та інгредієнтів. Тут росте кілька сортів цитрусових, таких як гаткора і тойкор, ададжамір або ада лебу, ашкул лебу або ашконі лебу, які зазвичай використовуються в рибних і м'ясних стравах регіону. Хоча ашкул-лебу або ашконі-лебу невідомі серед багатьох сілетців через брак знань про них, і, швидше за все, вони майже вимерли; сік ашкул лебу використовується для приготування Тенга або Хатта.

#### Страви з рису
Ахні — це змішана рисова страва, схожа на бір'яні або полао, яка готується з м'яса та/або овочів.
Червоний і білий рис бірін (також транслітерований як біроїн або бірін) трапляється лише в регіоні Сілет. Його їдять у солоних і солодких стравах і є основним інгредієнтом для Чунга пітха, традиційного рисового коржа, який готується шляхом начинки липкого рису в молодий бамбук і повільного копчення. Рисовий пиріг виймається з трубочки і має форму свічки. Страву також можна приготувати з молока, цукру, кокосової та рисової пудри.
Хічурі — страва з рису, схожа за консистенцією на кашу . Під час священного місяця Рамадан його подають як основну їжу на іфтар. Він складається з ароматного рису, змішаного зі спеціями, топленим маслом, кмином і пажитником. Його також пропонують хворим у суміші з імбиром.

#### М'ясні страви
Гатхора з яловичини — це традиційна святкова страва з яловичини, приготована на соку гаткори.
Ааш баш — це традиційна страва з качки та пагонів бамбука.

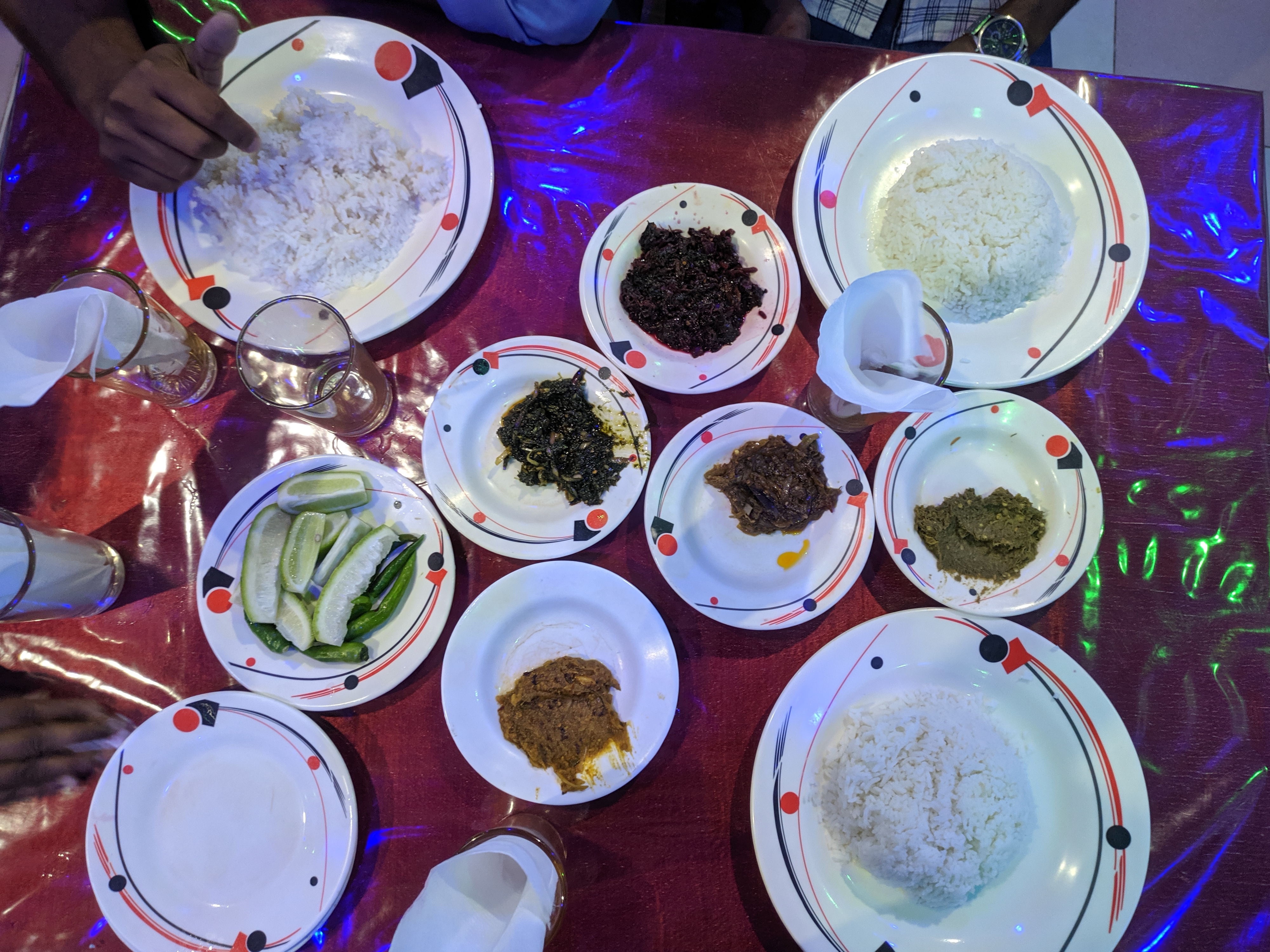
овочеве пюре

Рибу їдять як карі, так і смажену. Сушена та ферментована риба, яка називається шуткі, також відома багатьма місцевими жителями Сілет як гуткі або гукоїн, а також гаткора, гіркий і ароматний цитрусовий фрукт, використовується для рибного карі. Надзвичайно гострий перець нага моріч використовують у бульйонах.
Деякі місцеві страви включають гідол, гострий чатні із сушеної риби, витриманої в глиняних горщиках. Сюди входить гуткі шира, рибне карі з овочами.
Тойкор тенга — це рибна страва, приготована з тойкором, гірким цитрусовим фруктом, який росте в регіоні Сілет.

#### Інші продукти від Сілет

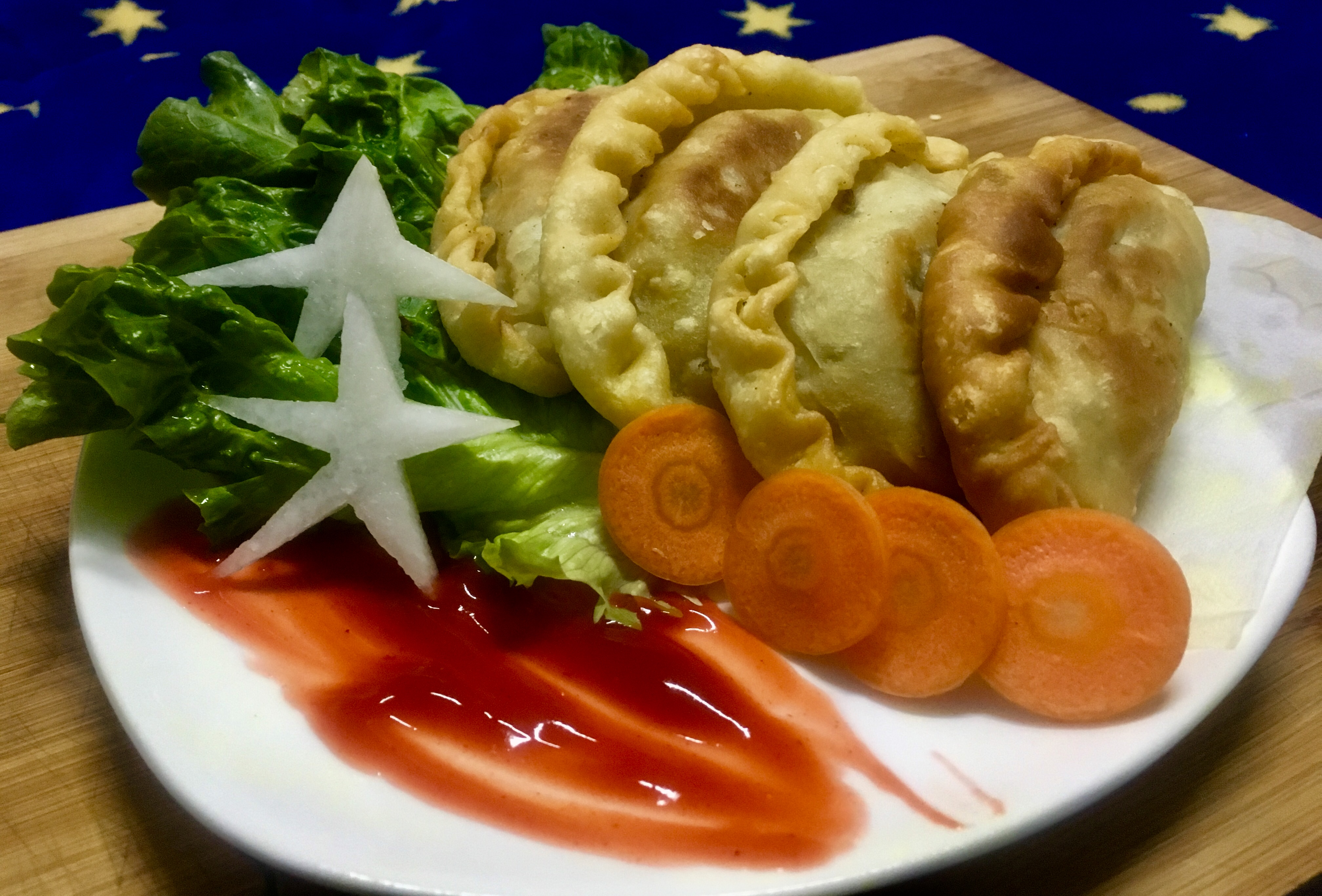
Фоб

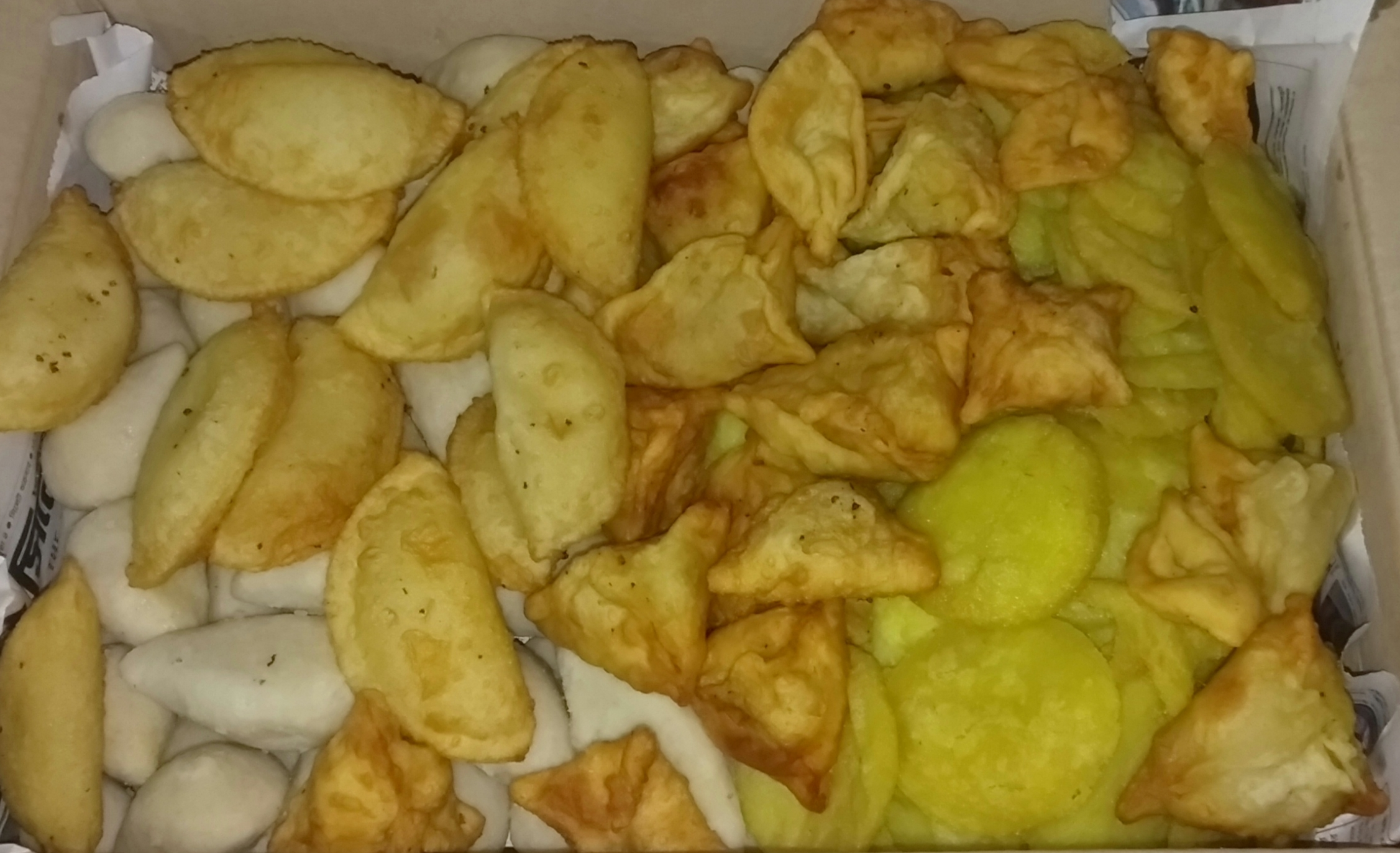
Рисові коржі та пельмені Сілеті

Бакаркхані — це коржик, який нагадує пороту, і його зазвичай їдять під час іфтара, вечері протягом місяця Рамадан.
Гандеш — це закуска зі смаженого у фритюрі тіста, підсолодженого патокою або цукром. Його подають в особливих випадках, таких як свято Ід аль-Фітр.
Нунор бора — пікантна закуска з рисового борошна з цибулею, імбиром і куркумою, обсмажена до золотистого кольору.
Туша шінні — це десертна халва з підсолодженого тіста з горіхами та родзинками, яку зазвичай подають в особливих випадках.
Семиколірний чай — це барвистий напій із кількома різними шарами ароматизованого чаю.

## Бангладешські ресторани у Великобританії
На початку 20-го століття моряки з Сілета, відомі як ласкари, оселилися у Сполученому Королівстві. Вони придбали ресторани з рибою та чипсами та перетворили їх на індійські ресторани з повним набором послуг. Вони базували пропоновану там кухню на основі страв, які продають у відомих англо-індійських ресторанах, і на кухні Великих Моголів.
Понад 8 з 10 із понад 8000 «індійських ресторанів» у Великій Британії належать бангладешцям, 95 % яких походять із Сілету.

Про це написала історик кулінарії Ліззі Коллінгем
«Кухарі карі Сілета перетворили „неавантюрний британський смак“ на новий спектр смаків».

## Солодощі

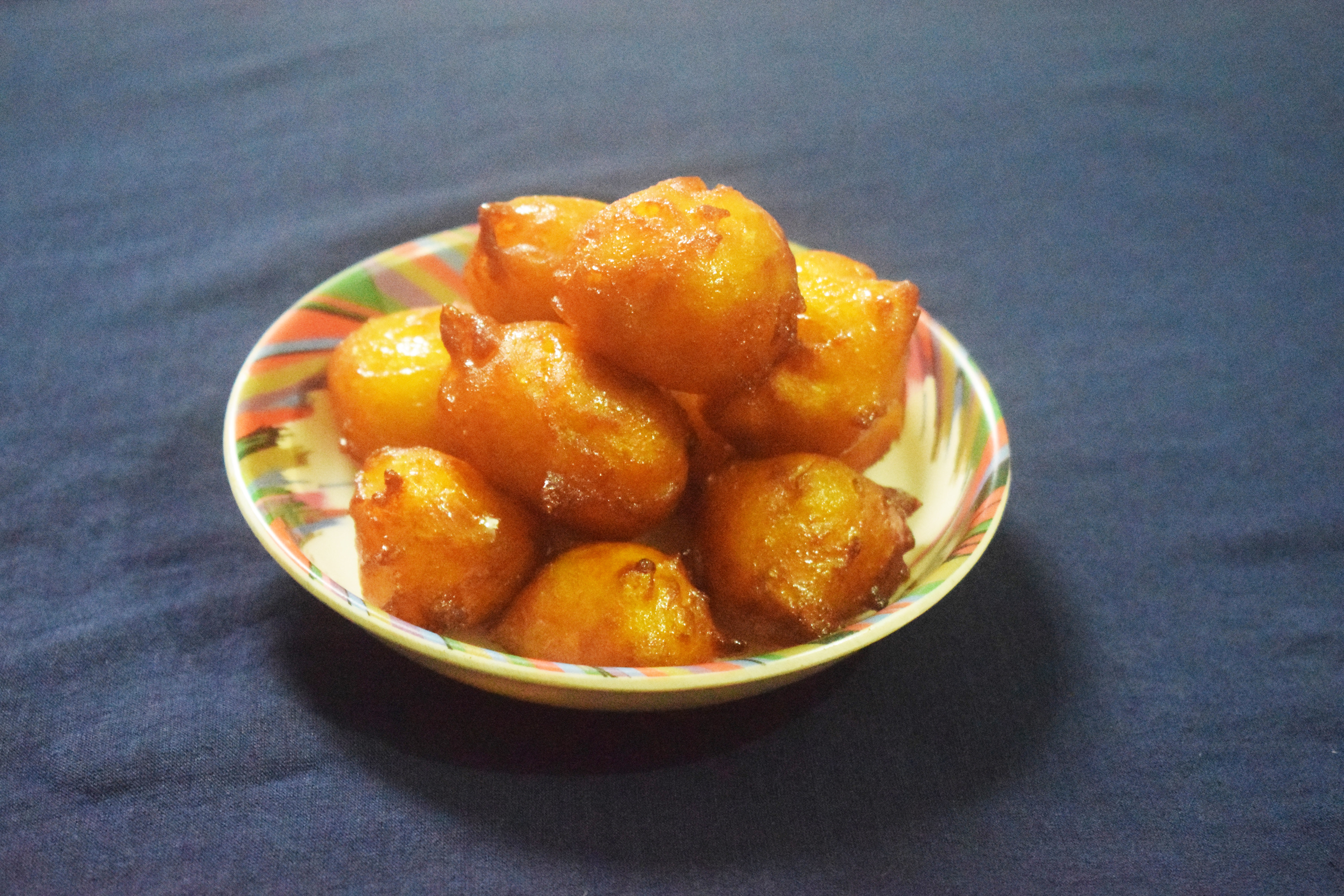
Десерт із плодів пальмірської пальми

Амріті — це смажений у фритюрі десерт у формі квітки в цукровому сиропі, популярний у Дакці та Тангаїлі.
Чомчом — це традиційна солодкість, яка виникла в Порабарі. Цукерка овальна і коричнева.
Бунді популярний під час Рамадану.
Баліш Мішті (букв. солодка подушка) — це велика цукерка у формі подушки з району Наторе.
Джілапі — це цукерка у формі кренделя в сиропі, популярна по всій Південній Азії. Шагі джілапі (королівський джілапі) — це дуже великий варіант у формі вертушки з Дакки.
Качаґолла — це десерт із молочних інгредієнтів і цукру, який походить із округу Наторе в окрузі Раджшахі. Можливо, він був подарований правителю XVIII століття Рані Бгабані.
Ледікені — легка обсмажена червонувато-коричнева кулька з чгени і борошна, змочена цукровим сиропом. Він був розроблений у середині 19 століття і названий на честь леді Каннінг, дружини генерал-губернатора Індії.
Пантуа — це бенгальська версія гулаб джамун.
Рас малай — це десерт із кульок із сухого молока чгана у вершковому соусі зі смаком кардамону.
Таал, плід пальмової пальми використовується для приготування різноманітних десертів.

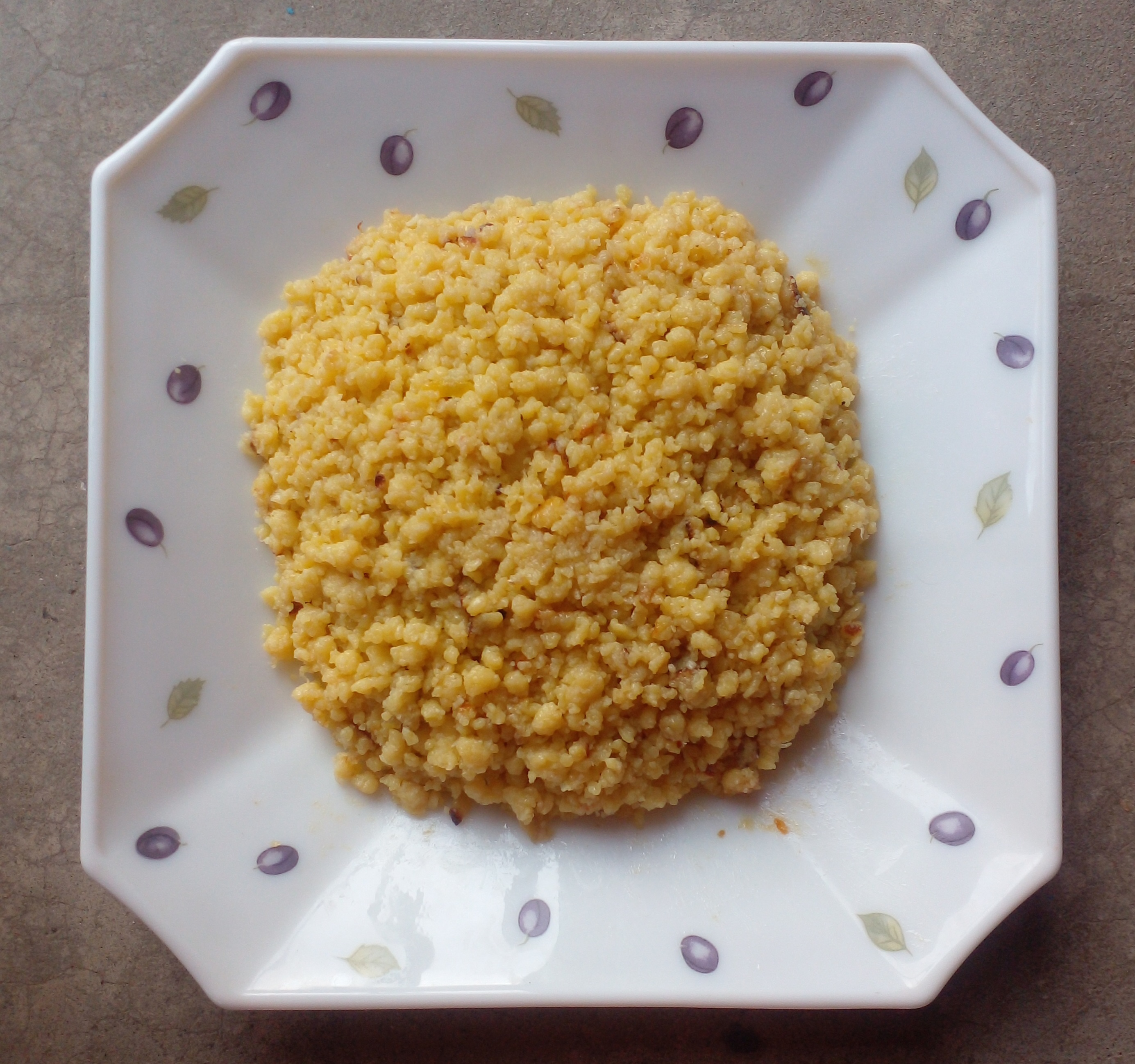
Дімер джорда

Дімер джорда — бангладешська неофіційна популярна страва.

## Напої
- Борхані, (бенг. বোরহানী) — це традиційний йогуртоподібний[87] напій.[88] Борхані виготовляється з кислого дой, зеленого чилі, насіння гірчиці, чорної солі, коріандру та м'яти.[89] Він популярний як дигестив після важкої їжі[90] або як закуска до нього.[91][92][93]
- Таал ер рош (пальмовий сік) — це сік, що добувають із пальмових дерев і п'ють улітку як прохолодний напій.[94]
- Руг Афза — це концентрований сквош, виготовлений компанією Hamdard Bangladesh.[95]
- Ґгол і матха — це напої з пахти, виготовлені в Бангладеш, особливо в селі Солоп в Уллахпара Упазіла району Сіраджгандж.[96]
- Лассі — це суміш йогурту з водою та спеціями або солодкими ароматизаторами.[97]

### Алкогольні напої
Як більшість мусульманської країни, продаж алкоголю в Бангладеш контролюється. Для придбання алкогольних напоїв потрібен державний дозвіл.
- Хантер бір — єдине алкогольне пиво, вироблене в Бангладеш.[98] Його виробляє Jamuna Group.[98]
- Carew & Co — це державний лікеро-горілчаний завод, розташований у районі Чуаданга.[98][99][100]
- Небенгальські племена виробляють і вживають алкоголь із ферментованого рису.[101]

## Подальше читання
- Bangladeshi Restaurant Curries, Piatkus, Лондон –ISBN 0-7499-1618-4 (1996)
- Каррі — серія Masterchef, Оріон, Лондон –ISBN 0-297-83642-0 (1996)
- Curry, Human & Rousseau, Південна Африка –ISBN 0-7981-3193-4 (1993)
- Kerrie, африкаанс, Human & Rousseau, Південна Африка –ISBN 0-7981-2814-3 (1993)
- Petit Plats Curry, французьке видання, Hachette Marabout, Париж –ISBN 2-501-03308-6 (2000)
- 2009 Cobra Good Curry Guide, John Blake Publishing, Лондон –ISBN 1-84454-311-0
- Бангладеш — Маріам Вайт, Йонг Джуй Лін
- Світ та його народи: Східна та Південна Азія — Корпорація Маршалла Кавендіша — * Бангладеш — Стюарт Батлер
- Бангладешська кухня — Шаукат Осман
- Мультикультурний довідник з їжі, харчування та дієтології